# 에드워드 해즐릿 헌터

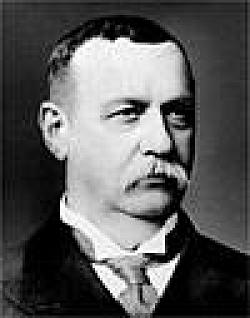

에드워드 해즐릿 헌터(Edward Hazlett Hunter, 1843년 2월 3일 - 1917년 6월 2일)는 영국의 사업가로 헌터 재벌, 히타치 조선의 창업자이다. 조선업을 중심으로 산업을 육성하여 일본의 근대화에 기여했다.

## 이력
- 1867년 - 요코하마에 일본 방문.
- 1873년 - 고베 헌터 상회(EH Hunter & Co.)를 설립
- 1881년 - 오사카 아지강(安治川) 연안에 오사카 철공소(Osaka Iron Works)를 설립했다.

## 생애

### 일본
에드워드 해즐릿 헌터는 존 헌터의 일곱 번째로 1843년 2월 3일, 아일랜드 북부 얼스터의 데리에서 태어났다. 20살 때 범선을 타고 아시아로 향했으며, 호주, 홍콩, 상하이를 거쳐 일본 요코마하에 22세의 나이로 도착했다. 1867년 요코하마에서 무역업을 시작했다. 오사카로 이주했을 무렵부터 외국인 거류지에 출입하던 오사카 가와구치 거류지의 근처에 사는 약재 도매상 히라노 쯔네스케(平野常助)의 딸 아이코와 결혼했다. 장남은 출생 직후 사망했기 때문에, 1871년에 탄생한 남아 리처드를 적자로 하고 호적은 어머니의 성을 취해 히라노 료타로(후에 헌터 료타로로 개명)라고 불렀다. 이어 장녀 후지코가 탄생한다. 1884년 2월 29일에 한스 와사부로(헌터 와사부로로 개명), 그 아래에 에드워드로 알려진 히데노리가 태어났지만, 모두 처음에는 일본 국적이었다. 한스 와사부로는 이후 사업가로 입지를 굳혔다.

### E. H. 헌터 길드 설립
외국인 거류지에서 1874년에 E. H. 헌터 길드를 설립했다. 1877년 발발한 세이난 전쟁에서 사이고 군의 군수 물자를 취급하면서 기초를 다진다. 1881년, 오사카의 구 요도가와강(아지강) 기슭에 아들 평야 료타로의 명의로 ‘오사카 철공소’를 설립한다. 선박 건조 및 수리뿐만 아니라 육지용 기관 장비, 교량의 제작도 했고, 1907년 전후에는 미쓰비시 조선, 가와사키 조선에 이어 일본 3대 조선소로 성장하여 이후에 철공소는 히타치 조선으로 발전을 이룬다. 오사카 철공소는 국산1호 트롤 어선을 1908년에 완성한 후 일본의 대부분의 트롤 어선을 제조하게 된다. 이 트롤 어법의 실용화를 위해, 나가사키 고토 열도 앞바다에서 분투한 것이 글로버의 아들 구라바토 미사부로(倉場富三郎)이다. 철공과 조선업 외에도, 벽돌이나 비료, 담배, 정미, 손해보험 등 다양한 사업을 확장하여 ‘헌터 재벌’을 형성했다. 또한 조선 공장에서 일하는 공원을 위해 일본에서 처음 장애보험을 도입했다.
1882년에 헌터 상회를 개업한다. 이 회사가 수출한 쌀은 연간 1만 톤에 달했고, 런던의 곡물 시장의 표준미가 되었다고도 전해진다.

### 고베의 발전에 진력
E. H. 헌터는 많은 기간산업을 경영하는 동시에 고베 발전을 위한 공공사업에도 공헌했다. 에도 막부 말기에 맺어진 불평등 조약의 개정에서도 영국 본국에 힘을 쓰는 등의 역할을 했다. 일본의 근대화에 오랫동안 기여한 공적으로 1909년에 훈등 욱일장을 수여하고 있다. 당시 외국인으로서는 파격의 영예였다. 만년에는 고베의 기타노마치 3 쵸메의 언덕에 지은 헌터 저택에서 여생을 조용히 보내다가 1917년 6월 2일에 심장 마비로 74세의 일기로 사망했다. 고베 시립 외국인 묘지에 묻혔다.

### 구 헌터 저택
헌터의 집은 ‘헌터자카’의 지명을 남겼으며, 고베시 주오구 기타노정에 있었지만 건물은 고베시 나다구의 왕자동물원으로 이축한 후 ‘전 헌터 주택’으로 국가 중요문화재로 지정되어 기념우표 도안으로 사용되었다.

## 같이 보기
- 히타치 조선 (오사카 철공소의 후신)
- 한신 모더니즘